# フッ素燐灰石
フッ素燐灰石（フッそりんかいせき、fluorapatite）は、リン酸塩鉱物の一種。化学組成は Ca5(PO4)3F、結晶系は六方晶系。燐灰石グループの鉱物。

## 産出地
火成岩、変成岩、堆積岩中に含まれている。ペグマタイトやスカルン中には大きな結晶が見られることがある。

## 性質・特徴
六角柱状や六角板状の結晶。

## 利用
フルオロアパタイトは、サメやその他の魚の歯にも含まれている。また、人間の歯のエナメル質に含まれるハイドロキシアパタイトは、歯磨剤等に含まれるフッ化物と反応しフルオロアパタイトを形成する。フルオロアパタイトはハイドロキシアパタイトと比べてミュータンス菌が産生する酸に対して溶けにくい性質を持っている為、歯の脱灰を抑制しう蝕を予防する効果がある。